# انجمن مدرسین فیزیک آمریکا

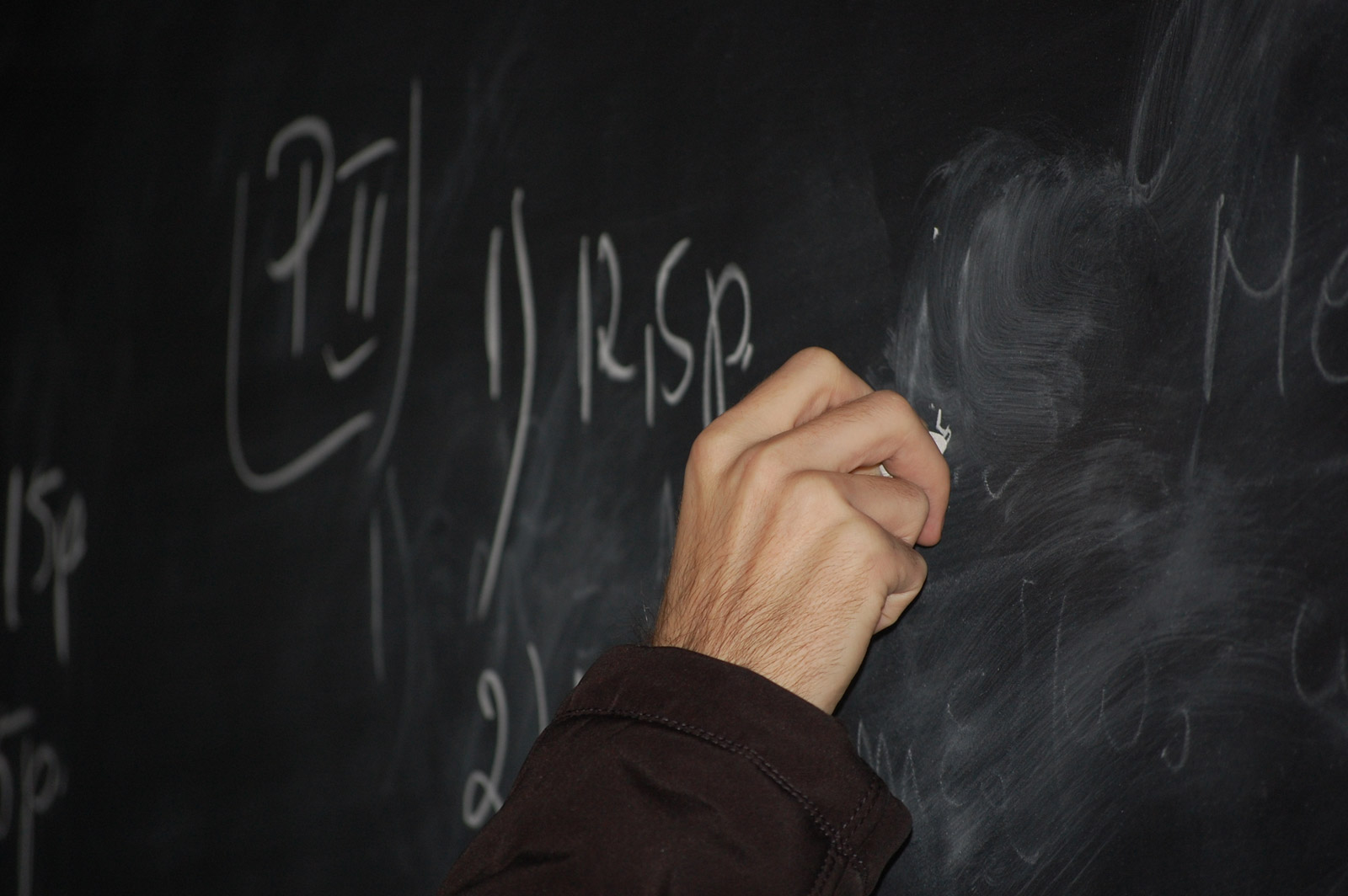

انجمن مدرسین فیزیک آمریکا (American Association of Physics Teachers) تأسیس ۱۹۳۰ معروف به AAPT نام یک انجمن نیمه رسمی آمریکایی است که هدفش ترفیع روشهای آموزش و تدریس فیزیک است.
این انجمن عضو موسسه فیزیک آمریکا است و ۱۰۰۰۰ عضو دارد.

## جوایز
- جایزهٔ رابرت میلیکان